# Karl Mägdefrau
Karl Mägdefrau (Ziegenhain, 8 de fevereiro de 1907 – Deisenhofen, 1 de fevereiro de 1999) foi um botânico alemão.

## Formação e carreira

### Formação
Mägdefrau estudou biologia a partir de 1926 inicialmente na Universidade de Jena, depois na Universidade de Munique. Após a habilitação foi a partir de 1936 Privatdozent na Universidade de Erlangen.

### Nazismo e Prisão de Guerra
Karl Mägdefrau reconhece em suas recordações er sido eleitor do Partido Nacional-Socialista dos Trabalhadores Alemães (NSDAP). Em 1933 foi um dos primeiros de sua faculdade a se filiar ao NSDAP e alistou livremente em 1939 no serviço militar. Apos a guerra foi prisioneiro de guerra dos Estados Unidos.

## Obras
- Geschichte der Botanik. Gustav Fischer Verlag, Stuttgart 1973, ISBN 3-437-20489-0.
- Paläobiologie der Pflanzen. G. Fischer, Stuttgart 1968.
- Alpenblumen. Schwarz, Bayreuth 1963.
- Die Gattungen Voltzia und Glyptolepis im Mittleren Keuper von Haßfurt (Main). In: Geol. Bl. NO-Bayern, 13, Erlangen 1963, S. 95–98
- Vegetationsbilder der Vorzeit. G. Fischer, Jena 1959.
- Geologischer Führer durch die Trias um Jena. G. Fischer, Jena 1959.
- Zur Flora des Mittleren Keupers von Haßfurt (Main). In: Geol. Bl. NO-Bayern, 6, Erlangen 1956, S. 84–90
- Neue Funde fossiler Coniferen im Mittleren Keuper von Haßfurt (Main). In: Geol. Bl. NO-Bayern, 3, Erlangen 1953, S. 49–58